# Pierre Beaumesnil
Pour les articles homonymes, voir Beaumesnil.
Pierre Beaumesnil, né à Paris vers 1718 et mort à Limoges le 27 mars 1787, est un « comédien antiquaire » selon Louis Guibert. Il est aussi un voyageur, imprésario, dessinateur, amateur d'antique et collectionneur français, connu pour ses dessins accompagnés de descriptions représentant librement des monuments et vestiges archéologiques du Limousin, de l'Aquitaine et d'autres régions de France, dans un esprit que l'on pourrait qualifier de « préromantique » à défaut d'être scientifique. 
Ces vues d'artiste précieuses, pour certaines un témoignage visuel et textuel unique toujours commentés en historiographie et par des archéologues, mais aussi critiquées pour leur manque de fiabilité, sont aujourd'hui dispersées, pas ou peu inventoriés, ni publiées. Bien que partiellement assemblée dans des recueils à la fin du XVIIIe siècle et parfois copiée, une partie de la production et des notes de Beaumesnil est égarée ou semble avoir disparu des collections et des archives censées la préserver.

## Biographie
Pierre Beaumesnil, issu d'une famille modeste du centre de la France selon Michaud, serait né à Paris vers 1707 ou 1718, mais sans certitude (certains auteurs proposent 1715 et 1723), peut-être dans la paroisse de Saint-Jacques-la-Boucherie,. Guibert note aussi qu'il aurait reçu d'excellents principes artistiques et en dessin, mais remarque son absence d'instruction littéraire, et ne croit pas qu'il ait été élevé dans une famille aisée. Pourtant, on ne peut que constater que sa production est le fruit d'une connaissance imparfaite mais réelle de l'épigraphie latine, du grec ancien, et d'un intérêt inhabituel à son époque pour les vestiges archéologiques et l'histoire, d'autant plus si on le considère comme un autodidacte.
Vers 1746, il s'engage dans une troupe de comédiens de province. Il a déclaré à ses soutiens, Martial de Lépine (subdélégué de l’intendant de Limoges et secrétaire perpétuel de la Société d'agriculture de la ville), l'abbé Joseph Nadaud et dom Col (1723-1795), avoir fait ce choix afin de satisfaire son goût pour les voyages et pour les études archéologiques, selon Allou. Non sans condescendance, Guibert (1900, p. 51) envisage plutôt qu'il l'ait fait afin d'accompagner sa femme lors de ses tournées, et pour « embrasser l'existence insouciante et vagabonde des héros du Roman comique »...
Il parcourt ainsi le Limousin, le Berri, l'Angoumois, l'Agenois et de nombreuses provinces, dessinant à la plume les monuments qu'il rencontre et y ajoutant ses observations personnelles. Il aurait aussi voyagé en Italie dans sa jeunesse, voire en Égypte, selon Guibert.
Le théâtre itinérant fut sa principale activité de 1747 à 1775, date de son installation définitive à Limoges. Guibert suppose qu'il était l'imprésario de la compagnie. Sa femme, Aimée Gouslin (vers 1701-1788, ou Irenée Garlin d'après l'acte de décès) était elle aussi comédienne, et jouait les rôles principaux de leurs spectacles. Les deux bénéficiaient du prorata le plus élevé des revenus de la troupe de théâtre, les dernières années.
Sans doute parce que l'objet de ses planches de dessins et de textes était de répondre à des commandes de « vue d'artiste » pour amateurs d'antique (les antiquaires d'alors), et que celle-ci étaient manifestement appréciées (rétrospectivement, en 1993, François Michel constate que « sa vision idéale de la tour de Vésone semble moins absurde que les reconstitutions imaginées par l'abbé Audierne de l'oppidum de la Curade »), l'intendant du Limousin, Marius-Jean-Baptiste-Nicolas Daine (1730-1804), lui obtient le titre de correspondant de l'Académie des inscriptions et belles-lettres en 1780, avec une pension de 1 500 livres (dont 500 pour frais de voyage). Pérouse de Montclos (1982-1983, p. 80-81) note que Beaumesnil y envoie des rapports depuis 1779 jusqu'en 1784.
Beaumesnil est mort le 27 mars 1787 à Limoges,, enterré au cimetière des pénitents noirs de Saint-Michel-de-Pistorie, à 64 ans selon l'abbé Legros (qui le connaissait), à 69 ans pour Guibert (sur foi de l'acte de décès), à 72 ans pour Martin (qui le connaissait, aussi), et à 80 ans selon — mais sans certitude — les auteurs cités par Espérandieu, dont Tripon (repris sans sources supplémentaires par Arquié-Bruley et Pérouse de Montclos).

« Les sujets érotiques ont du reste pour Beaumesnil un invincible attrait, et les nombreuses feuilles de papier qu'il a couvertes de dessins licencieux attestent avec quelle facilité sa plume réussissait à donner un corps aux élucubrations désordonnées de son cerveau. Là surtout on retrouve le cachet indélébile du "cabotin". »

— Louis Guibert 1884, p. 417.

## La connaissance parcellaire d'une œuvre dispersée ou disparue

### État et localisation des archives et des dessins
Les manuscrits, dessins et archives connus, de généalogies incertaines, ou les copies de Tersan, d'Allou et de Tripon, se trouvent essentiellement à la BnF, au Département des manuscrits ou au Cabinet des estampes, dans les sociétés savantes (généralement transférées aux archives départementales), bibliothèques et archives de Poitiers, de Limoges, de Périgueux, d'Agen, d'Aix, de Bordeaux et de l'Institut. Louis Guibert a, en 1900, fait un inventaire des manuscrits et copies dont il connaissait l’existence, concernant Limoges. Mais la majorité de la production de Beaumesnil ou de sa documentation n'était alors déjà plus visible ou localisable.
Au vu des auteurs et des documents connus, les feuillets et recueils de Beaumesnil ont principalement plusieurs origines :
- Un don, un échange ou une vente, éventuellement à la suite d'une commande, auprès d'un antiquaire, savant ou un de ses soutiens, parfois d'une institution civile ou religieuse, d'un original ou d'un double par Beaumesnil lui-même.
- Les recueils (ou doubles de recueils, d'extraits) envoyés à l'Académie de 1779 à 1784 et ceux envoyés préalablement à son statut de correspondant.
- La succession Beaumesnil (les divers papiers, notes, dessins, croquis et versions préparatoires, peut-être sa bibliothèque et ses collections d'objets et de gravures).
- Les copies réalisées par les savants et graveurs ayant consulté ses travaux au fil des siècles.
- La collection de l'abbé de Tersan, 1737-1819 (de provenance inconnue — probablement mixte), partiellement acquise par Alexandre Lenoir.
- La collection de Taillefer, 1761-1833 (de provenance inconnue[10], aussi), partiellement acquise par l'abbé Audierne.

Il est notable que les cahiers de Beaumesnil ont parfois changé ou disparu de lieu de conservation sans explications, et qu'aucun inventaire même partiel de l’œuvre et des archives de Beaumesnil n'a été entrepris depuis 1900. De plus, ceux toujours conservés ne sont généralement pas considérés comme complets, des billets ajoutés ou des parties ont pu être arrachés. Par conséquent, il est probable que des feuillets ou recueils dispersés depuis la fin du XVIIIe siècle soient dans des collections privées ou dans des fonds d'archives non inventoriés ou identifiés.

### La perte des recueils envoyés à l'Académie
Quelles que soient les déceptions formulées à propos des travaux de Beaumesnil, ses images et ses textes récoltés, mis au propre, puis en forme, et expédiés, via l'Intendant de la généralité de Limoges à l'Institut de France, ont dû former un ensemble exceptionnel, un témoignage original et unique de la perception du patrimoine au XVIIIe siècle, dont la disparition, sauf un reliquat, est irremplaçable. 
Aucun inventaire des envois faits entre 1779 et 1784 par le correspondant de l'Académie ne semble connu. On sait, en revanche, que d'autres cahiers ont été fournis, les années précédentes, peut-être à la suite de commandes ponctuelles.

#### Une grande partie de l'immense collection de Beaumesnil
Après 1787, l'abbé Legros, historien du diocèse de Limoges, précise que les recueils envoyés à l'Académie constituaient « une grande partie » de son « immense collection » de copies d'antiques. Vu qu'il avait consulté le fonds chez son auteur, on peut penser que l'abbé était bien informé. 
L'abbé Lespine signale en 1789, dans une note, qu'au moins un de ces recueils, probablement tous (il ne signale pas de disparitions), était alors « conservés dans le dépôt de l'Académie au Louvre » par le secrétaire perpétuel de l'Académie, Dacier. Le ministre Henri Bertin en avait connaissance et a d’ailleurs passé une commande importante à Beaumesnil. Lespine ajoute qu'il s'est déplacé à Limoges, avant le décès du dessinateur, pour y consulter ses croquis.
Une autre connaissance de Beaumesnil, Paul Esprit Marie Joseph Martin, futur secrétaire de la Société d'agriculture, des sciences et des arts du département de la Haute-Vienne, relève en 1812 qu'il avait « voyag[é] et dessin[é] successivement les divers monumens de la France », et aussi copié « les dessins [conservés par la communauté des Feuillants] des anciens monumens dont il ne restait que quelques faibles traces ». Martin en fait aussi le principal contributeur, avec de Lépine et Legros, au « recueil des matériaux destinés à l'histoire du Limousin ». Il est, enfin, un « dessinateur de l'Académie des inscriptions et belles-lettres » rémunéré, sur recommandation de l'intendant Marius-Jean-Baptiste-Nicolas Daine, après avoir fourni « dessins » et « manuscrits » au ministre Bertin.
Pour Millin et Chaudruc, en 1818 tous les volumes « qui avoit été remis à la bibliothèque de l'académie des belles-lettres, par Beaumesnil » [...] « existent maintenant dans les cartons de la bibliothèque Mazarine ». Aucun des manuscrits ne sont alors considérés comme égarés par ces savants, Millin étant membre de l’AIBL depuis 1804 et Chaudruc de la Société des antiquaires de France (en 1837 il est correspondant de l’AIBL).
Guibert (1900, p. 61) rappelle qu'en plus des mentions d'Aubin Louis Millin, « plusieurs de ces communications [de dessins et de rapports ou de notes envoyés à l’AIBL] sont signalées par Legros, par Duroux, par Allou, par Juge de Saint-Martin ». Chevallier aurait noté chez des auteurs (qu'il ne nomme pas) que l'Institut posséderait, rien que pour Limoges et le Limousin, « sept cahiers », en plus de ceux concernant les autres régions et cités...

#### Le cas symptomatique des vestiges de l’Évêché de Limoges
Vers 1759, Beaumesnil se rend à Limoges et dessine les vestiges trouvés, après 1757, lors des travaux de démolition de l'ancien palais de l’Évêché. Il s'agit, selon de Lépine (Lépine est cité par Nadaud, lui-même cité par Espérandieu), « des inscriptions de l'antiquité la plus reculée pour notre province, entassées dans l'endroit où elles étoient enterrées, pêle-mêle avec des chapiteaux et des bases de colonnes d'ordre dorique, des morceaux de corniche, sur l'un desquels on voyoit un dauphin en bas-relief », en particulier les très fameux et douteux « monuments à emblèmes priapiques » ajoute Guibert. Duroux, en 1811, affirmait que Beaumesnil avait envoyé une copie de ses dessins à l'AIBL « dans le temps ». Par ailleurs, tous ces vestiges éventuels seront détruits dans la foulée, à la demande de l'évêque de Limoges Louis Charles du Plessis d'Argentré, ou enfouis dans les fondations du nouveau palais. 
À ce sujet, pour Allou (1821, p. 73), qui considère Beaumesnil comme « un des plus zélés correspondant » de l'Académie, « il paraît certain, toutefois, que ce travail, qui n'a jamais été publié, n'arriva pas à destination, et on ne sait précisément ce qu'il est devenu, quoique, suivant quelques personnes, les manuscrits de Beaumesnil aient été déposés à la bibliothèque Mazarine ».
Les dessins des vestiges de l’Évêché par Beaumesnil ont concentré rapidement des soupçons de falsifications volontaires et la condamnation de son érotisme, entre autres, par son soutien l'abbé Legros (qui ne s'était probablement pas déplacé sur le chantier). Cela aura des conséquences durables. Les inscriptions et sculptures ayant disparu, l'hypothèse de faux et le rejet d'« obscénité révoltante » ont peut-être alimenté chez Millin (tout de même conservateur-professeur d'archéologie dès 1794, puis président du Conservatoire de la Bibliothèque nationale, puis membre de l'Institut national en 1804), un désintérêt stupéfiant pour l’œuvre de l'antiquaire, qu'il avait pourtant consultée longuement. Pourtant, ni l'abbé Martial de Lépine, témoin des vestiges et futur légataire de Beaumesnil, ni le ministre Bertin, possible destinataire de ce premier envoi après 1759, un connaisseur des antiquités qui lui fera attribuer le titre de correspondant de l’AIBL vers 1779, n'avaient envisagé de contrefaçons.

#### Les cahiers retrouvés sur les antiquités de Périgueux
En 1932, Adrien Blanchet a retrouvé à l’Institut, avec l'aide du secrétaire de l'AIBL, François Renié, le cahier réalisé lors du troisième voyage de Beaumesnil à Périgueux, en 1784, et expédié immédiatement. On lui a signalé, à cette occasion, le cahier de 1763 et 1772, lui aussi aux Archives de l’Académie des inscriptions et belles-lettres et reçu en 1780. 
Ce sont les deux seuls recueils censés être à l’Institut et connus à ce jour.
Sont localisés, par ailleurs, une copie de l'abbé Lespine (au Département des manuscrits de la BnF), et un probable double de Beaumesnil (dans le recueil de Taillefer, à Périgueux), du même cahier de 1763 et 1772 sur les antiquités de Périgueux.

### Les diverses pertes de la succession Beaumesnil
Guibert (1900, p. 59) note que les archives de la succession Beaumesnil (les divers papiers, notes, croquis, dessins et gravures alors non distribués par Beaumesnil) se retrouvent successivement hérités par Mme Beaumesnil née Aimée Gouslin, puis par M. de Lépine en 1788, puis son fils après 1805, et sont dispersés vers 1808-1809, à la mort de ce dernier.

#### Après 1808, et le décès du fils de l'abbé de Lépine
C'est à ce moment-là que, alerté par voie préfectorale, l'académie d'Agen se porte acquéresse du cahier sur les antiquités d'Agen, auprès de la succession de Lépine. Probablement, d'autres institutions ont été prévenues de la disponibilité de ce fonds exceptionnel, à cette date, particulièrement Millin (ancien directeur de la Bibliothèque nationale et alors membre de l'Institut) et Alexandre Lenoir (alors administrateur du Musée des monuments français), mais n'ont pas donné suite à cette opportunité, étonnamment. De même, on ne sait si l'abbé de Tersan ou Alexandre Lenoir ont enrichi leurs collections personnelles à cette occasion (Lenoir ayant, au plus tard vers 1821, acquis des cahiers de Beaumesnil en vue d'en publier les illustrations).
Selon Leroux (1890), après 1809, une partie de la succession de Lépine se retrouve à l'Hôtel de Ville de Limoges, peut-être comme dépôt en attente d’acquéreurs (et aurait été consultée vers 1838 par Prosper Mérimée — voire qu'il s'agisse des mêmes « quatre cahiers » sur Limoges consultés par Charles-Nicolas Allou avant 1821), puis semble perdue. Une autre partie de cette succession est achetée par M. Ruffin (héritée selon Tripon, qui en fait un parent de Lépine), un juge de paix membre de la Société d'agriculture, des sciences et des arts du département de la Haute-Vienne, qui les possédait encore en 1837 (Tripon en publiera alors plusieurs extraits), et est héritée par sa femme qui décédera vers 1855. 

#### La dispersion de la succession Ruffin en 1855
Guibert (1900, p. 61) précise, mais peu clairement, qu'une partie des documents issus de la succession Ruffin sont hérités ou acquis par Paul Mariaux (un avocat, petit fils de Maurice Ardant [1793-1867], conservateur des monuments et archiviste de la Haute-Vienne), Léonce Pichonnier (un manufacturier de Limoges), et aussi, semble-t-il, d'une certaine dame Rupin. Le collectionneur Ch. Nivet-Fontaubert, vice-président de la Société archéologique et historique du Limousin, aurait acheté des documents à ces deux derniers, selon Leroux, et les rendra accessible, parmi d'autres, à Émile Espérandieu, dans les dernières décennies du XIXe siècle. 
Certains cahiers de Paul Mariaux décrits par Louis Guibert (p. 61, et 63-69) étaient peut-être la propriété de Mme du Boucheron (Beynac), en 1957.

#### La disparition de la collection Nivet-Fontaubert
La collection Nivet-Fontaubert est apparemment perdue ou dispersée, depuis le début du XXe siècle, bien qu'en 1963, Geneviève François-Souchal ne perdait pas espoir d'en retrouver certains éléments à Limoges. Par exemple, le volume sur les Environs de Limoges vu par Louis Guibert (p. 69) en 1900 (et dont certains extraits auraient été fournis précédemment à Émile Espérandieu), est peut-être celui de la collection Edmond Panet dont les Archives départementales de la Haute-Vienne ont une copie microfilmée depuis 1969.

#### Le cas du cahier des antiquités d'Agen
L'académie d'Agen a publié en 2017 une reproduction des 47 pages du manuscrit sur les Antiquités de la ville d'Agen commenté en 1812 par Jean-Florimond de Saint-Amans. Ce dernier n'avait jamais rendu le cahier, acquis à la succession du fils de Lépine par l'académie en 1808 grâce à son président, le préfet Christophe de Villeneuve, mais réapparaît pourtant dans leurs archives avant 1977.

### La collection de l'abbé de Tersan et le fonds Lenoir
Certains documents réunis par Alexandre Lenoir proviendraient de la collection de l'abbé de Tersan (Charles-Philippe Campion de Tersan, 1737-1819) mise en vente par Grivaud de la Vincelle. Nulle part un, ou plusieurs, propriétaire précédent n'est mentionné, ni à quelle occasion l'abbé de Tersan en a fait l’acquisition. Guibert doutait toutefois qu'une partie de cette collection puisse provenir sous une forme ou une autre de la succession Beaumesnil, pour la partie limousine. En tout cas, l'ensemble concernant les cahiers originaux de Beaumesnil aurait été acquis par Lenoir en 1821 auprès du libraire Nepveu, et est depuis 1938 à la BnF.
Les calques et notes de l'abbé de Tersan, faits d'après des dessins de Beaumesnil peut-être en vue d'une publication, avaient été acquis par le Département des manuscrits de la BnF immédiatement après son décès, dès 1819.

## Un travail de collecte fortement critiqué dès le début duXIXesiècle
La qualité de ses dessins et descriptions de monuments sont critiqués par nombre de spécialistes assez tôt, notamment par Millin (1811) et dans Chaudruc   1818, p. 324-325, Saint-Amans (1812, p. 251), Allou (1821, p. 58 ou 74 n. 1 p. suiv.) et Mérimée (1838, p. 100-102), qui lui reprochent de mêler plus d'imagination que de réalité et de copier des ouvrages sans les mentionner. Camille Jullian (1890, p. 254) lui consacre un chapitre accablant, résumant : « il a copié quelques inscriptions sur les originaux avec assez d'inexactitude ; il a dédoublé ces inscriptions en donnant des variantes qu'il imaginait lui-même et dont il faisait de nouveaux textes [...] ; il a dessiné des monuments qui n'existaient pas, en y appliquant des inscriptions qu'il copiait dans les livres [...] ; il a enfin fait des inscriptions à l'aide des titres, sous-titres ou membres de phrases de livres imprimés ». Quant à Émile Espérandieu, il le présente comme « le plus effronté faussaire que le XVIIIe siècle ait produit » et consacre un chapitre de 48 pages aux 67 « inscriptions fausses ou suspectes », reprenant en sous-titre le chapeau de Jullian, « l’œuvre de Beaumesnil », dans son ouvrage sur les Inscriptions de la cité des Lemovices.
Plus récemment les condamnations sont plus nuancées, comme pour Gaston Dez en 1969 considérant que les « dessins et commentaires [de Beauménil], à condition d'être critiqués, rendent parfois service », et en 1998, Pierre Pinon constatant que « son dessin se veut précis même s'il n'est pas très habile », il ajoute « Beaumesnil a tendance, quelquefois, malgré l'apparente objectivité de son trait, à restituer des parties manquantes, à modifier le contexte, à inventer tout court ».
L’impossibilité de distinguer dans ses travaux l'aspect descriptif d'une appropriation très personnelle du culte de l'antique ou de l'invention, avec un lyrisme « préromantique » parfois érotique dont la logique créatrice et compilatoire nous échappe, a profondément dérangé les auteurs du XIXe siècle, déçus dans leurs espoirs face à la richesse documentaire. Ceux-ci ne feront pas l'effort de se rappeler qu'en Haute-Vienne, « au XVIIIe siècle, rares sont les laïcs qui comme de Lépine, le subdélégué de l’intendance, s’intéressent aux témoignages du passé » (Pascal Texier 2016 [2014], p. 2), pas plus que de reconnaître son rôle non négligeable de collecte et de promoteur des connaissances patrimoniales, alors en gestations (d'où sa fortune critique). 
Certains qualificatifs utilisés par ces savants à son égard sont ainsi marqués par la condescendance, la pudibonderie, l’ignorance, voire la mauvaise foi. Sa profession de comédien, de plus itinérant, étant le terme le plus méprisant, sous leur plume. On peut imaginer que leurs propos décevants, et anachroniques, n'ont probablement pas encouragé les dépositaires de l'œuvre de Beaumesnil, particulièrement l'Institut, à les conserver justement.

« Pierre Beaumesnil, qui réalisait des aquarelles représentant des monuments antiques, s'est trouvé voué aux gémonies par ceux qui ont eu à utiliser ses travaux car, à Limoges ou à Bordeaux, ses dessins ont servi à attiser sa réputation d'escroc. En revanche, à Périgueux, ils permettent d'affirmer que, en dépit de quelques traits discutables, sa plume est demeurée sûre et que son œuvre, si modeste soit-elle, constitue une base de travail qui n'est pas à négliger. »

— François Michel 1993, p. 23.

### Un artiste nomade en province au temps des cabinets de curiosités
La documentation étant particulièrement réduite et ancienne, peu renouvelée depuis 1900, on ne peut que spéculer sur les raisons et les choix qui ont fait produire par Pierre Beaumesnil cette œuvre volumineuse et originale, au regard de la logique propre des images et du texte. De même, on a du mal à cerner le contexte culturel et personnel de cet artiste voyageur, polyvalent et possiblement autodidacte, au milieu du XVIIIe siècle. On retient toutefois les propos qu'il aurait tenu à Martial de Lépine, sur le besoin qui l’animait de fréquenter l'antique et le domaine savant, avec la réserve que cela était probablement ce que celui-ci voulait entendre. On peut ajouter qu'il est envisageable que Beaumesnil soit issu de la foisonnante communauté dramatique parisienne de l'époque.
Ses conditions de vie misérables font qu'une partie de sa production est certainement fabriquée ou transformée en vue de lui assurer des revenus auprès de cet environnement plus aisé que lui, constitué de notables et de religieux composant leur propre cabinet de curiosités ou contribuant à des documentations institutionnelles. Par ailleurs, certains travaux, comme des copies de gravures, ou de cartes et de plans, semblent être exclusivement alimentaires et mettent en lumière la variété de ses compétences techniques et de son réseau professionnel.
La distinction de parties ayant eu volontairement une destination différente au sein de cet ensemble de figures et de réflexions savantes que l'histoire a préservée, ne fait qu’affleurer. Sans connaître le cadre des commanditaires éventuels, on peut prudemment constater que ses productions sont parfois la trace d'observations et de collectes d'informations assez rigoureuses pour l'époque, et dans d'autres cas une reconstitution enrichie librement de ce qu'il aurait rencontré, lu ou entendu, voire doivent être considérées comme un projet artistique ou une œuvre délibérément personnelle.

## Recueils, manuscrits et copies connus
Dans les fonds Lenoir du Cabinet des estampes de la BnF (originaux de Beaumesnil provenant de la collection de l'abbé de Tersan)
- Antiquités & monumens du Bourbonnais et de partie de la Bourgogne, 42 p., in-4° (BnF Estampes, 4-VE-884).
- Antiquités de la France inédites [et notamment d'Arles], 64 et 77 p., in-fol. (BnF Estampes, FOL-VE-880).
- Antiquités des villes de Saintes, Périgueux, Bénac, Guéret, etc. suivant l'ordre de mes voyages, 109 p., in-4° (BnF Estampes, 4-VE-883).
- Dessins de divers monumens antiques mobiles ; Antiquités et monumens anciens de l'Auvergne [VIe cahier ?], 46 et 32 p., in-4° (BnF Estampes, 4-GB-110).
- Antiquités et opuscules divers, 104 p., in-4° (BnF Estampes, 4-GB-109).
- Antiquités d'Agen, Albi, Euze, Auch, Moissac, La Réole, Rodez, Uzès, Carcassonne, Perpignan, Lectoure, Tarbes, Bayonne, Béarn, Narbonne, 270 p., in-8° (BnF Estampes, VE-881-8 mais in-4° selon Louis Guibert et Arquié-Bruley 2002 ; manquent les documents concernant Agen et Albi, c'est-à-dire jusqu'à la page 37 — peut-être l'exemplaire à propos d'Agen, aux Archives départementales de Lot-et-Garonne, cote 35 J 30 ? — Espérandieu [1888, p. 141-142 n. 1] suppose qu'un recueil sur « Alby » était à la Bibliothèque Mazarine).
- Sculptures et Tombeaux du XIe au XVIe siècle. Voyages archéologiques exécutés vers 1780-1786, spécialement dans le Maine, le Poitou, la Touraine, Arles, Besançon et Moissac, in-fol. (BnF Estampes, GB-108-FOL).

Au Département des manuscrits de la BnF (manuscrits et calques de l'abbé de Tersan ; collection Périgord)
- « Calques [réalisés et annotés par l'abbé de Tersan] de monuments dessinés par Beaumesnil en 1744, 1747, 1771, 1772, 1774 et 1777, classés par ordre alphabétique des villes d'origine », 340 feuillets, 375 × 280 mm (BnF Manuscrits, Fr. 6954) ; succession Tersan, partie du lot acquis en 1819 par la BnF[49].
- Recueil [de calques par l'abbé de Tersan] dit « pas interfolié », 360 feuillets, 375 × 280 mm (BnF Manuscrits, Fr. 6955).
- Antiquités de Périgueux, recueillies en l’année 1763, augmentées de quelques autres, à un séjour que j’y fis en 1772, dans la Collection Périgord : Recherches sur la province de Périgord, 5[50] (cote Périgord 75 V, f° 102 à 132 ; très probable copie réalisée vers 1789 par l'abbé Lespine[51] (1757-1831), de l'exemplaire conservé aux Archives de l’Académie des inscriptions et belles-lettres ou du double/copie[52] conservé aux Archives départementales de la Dordogne).

Les recueils envoyés à l'Académie entre 1779 et 1784, voire en 1759 (essentiellement considérés comme perdus)
- Antiquités de Périgueux recueillies en l’année 1763, augmentées de quelques autres à un second séjour que j’y fis en 1772, 20 p., in-fol. (Archives de l’Académie des inscriptions et belles-lettres, cote C 80 [cahier 1] ; exposé au musée Vesunna de Périgueux en 2017).
- Supplément aux monuments de Périgueux, découverts vers la fin de 1783, etc., 8 p., 28 fig., in-fol. envoyé par Meulan d’Ablois[53] en 1784 (Archives de l’Académie des inscriptions et belles-lettres, cote C 80 [cahier 2] ; description dans Adrien Blanchet 1932, p. 171-172).
- Les cahiers Antiquités d'Alby et Antiquités de Limoges, à la Bibliothèque Mazarine selon Émile Espérandieu (1888, p. 141-142 n. 1) mais pas vu par l'auteur — ensemble de cahiers actuellement introuvables.
- « Dessins des objets exhumés lors des travaux de déblai effectués en 1757, 1758 et 1759 à l'Évêché de Limoges [dits monuments à emblèmes priapiques] », fait en 1759 et envoyés à l’Académie, selon Guibert (1900, p. 60-61) indiquant Duroux et Tripon comme référence — cahier actuellement introuvable ; voir les copies de la dite série spéciale ou des livraisons facultatives de Jean-Baptisle Tripon en 1837 d'après les notes de Beaumesnil (Collections de la bibliothèque numérique du Limousin, MAG. P LIM 33272/2).
- Recherches générales sur les antiquités et monuments de la France, avec les diverses traditions, nombreux cahiers (...) dans les fonds de l’Institut de France selon Raymond Chevallier[n 18] (sans description ni cote et probablement pas vu) — ensemble de cahiers en tout cas introuvables.

À la Bibliothèque municipale de Poitiers (Médiathèque François-Mitterrand)
- Notes, croquis, essais, inscriptions... [pour la plupart de la main de Beaumesnil, mis au net dans le Ms 547], 122 pl. (Bibliothèque de Poitiers, Ms 546 ; ancienne collection Fonteneau[54]).
- Monuments du Poitou : plans, vues, détails, inscriptions [d'après les croquis de Beaumesnil], 3 vol., 378 pl. (Bibliothèque de Poitiers, Ms 547 + 2 plans de la cathédrale de Poitiers ont été extraits, ils sont cotés 809 A et 809 B ; ancienne collection Fonteneau).
- Antiquités de la ville de Poitiers, province de Poictou et Aquitaine, origine de ses peuples, probable et fabuleuse avec un extrait chronologique des souverains qui ont occupé le Poitou jusqu'à présent, séparé en 2 vol. de 148 f. (Bibliothèque de Poitiers, Ms 384[55]).
- Les trois monuments dits les Trois-Piliers : dessins et texte, par Beauménil, 1750, 8 p., 3 pl. (deux ex. à la Bibliothèque de Poitiers, DM 488 et CP-Beauménil).
- Copies dispersées, sous diverses cotes à la Bibliothèque de Poitiers :
Raymond Bourdier, Vestiges du château de Poitiers, 1921, (7846 POI F1),
Restes du château de Poitiers (7847 POI F1), 
Bélisaire Ledain (1832-1897), Epitaphes de Civaux (1424 VIE F3), 
Bélisaire Ledain, Modillons de l'octogone de Montmorillon (1737 VIE F3), 
Camille-Léopold Lahaire, Ruines des Trois-Piliers, c. 1896 (126 POI F3), 
Ruines des Arènes de Poitiers, copie du XIXe siècle (20 POI F3), 
Alexandre Garnier (ou Gustave Alexandre Garnier, 1834-1892 ?), Dragon de Poitiers dit la "Grand' Goule", c. 1890 (3916 POI F2), 
Bélisaire Ledain, Les Trois Piliers, 3 dessins (125 (A,B,C) POI F3), 
Bélisaire Ledain, Tombeaux et épitaphes de Civaux, 10 pl. avec 34 motifs (1423 VIE F3), 
Bélisaire Ledain, Chapiteaux de Saint-Hilaire le Grand (4155 POI F2), 
Alain Maulny (Service de l'Inventaire), Statue de Constantin avec épitaphe et armoiries, photographies, c. 1970 (636, 637, 638 et 639 POI F3).

Aux Archives départementales de Lot-et-Garonne
- Antiquités de la ville d'Agen, 1767, 47 p., publ. en 2017 (Archives départementales de Lot-et-Garonne, cote 35 J 30 ; description dans Saint-Amans 1812[n 19] ; dans la successions Beaumesnil, acquis par l'académie d'Agen en 1808[n 20] à la suite du décès du fils de de Lépine, non rendu par Saint-Amans, toujours introuvable par Lauzun en 1900[30], déposé aux archives départementales en 1977, exhumé par l'académie en 2017.

Aux Archives départementales de la Dordogne
- [Recueil de Taillefer] Recueil de documents et d'extraits fait [en 1789] par l'abbé Lespine, comprenant notamment les notes de Beaumesnil sur les "Antiquités de Périgueux [recueillies en l’année 1763, augmentées de quelques autres à un séjour que j’y fis en 1772]" (Fol. 6-25), avec des dessins et des planches au lavis de Bardon, et des dessins en couleur de Wlgrin de Taillefer sur les principaux monuments de Vésone au Ier siècle (Fol. 58 [p. 89]) et sur la "Restauration de la cathédrale de Périgueux et des quartiers qui l'avoisinent" (Fol. 59 [p. 90]), 59 feuillets en 90 p., 387x255 mm (Archives départementales de la Dordogne/Bibliothèque numérique du Périgord, don de l'abbé Audierne (donné par M. de Bastard, selon Espérandieu), cote 24. Ms 29 (accès BNP) ; description sommaire du recueil de Taillefer dans Espérandieu   1893, p. 110-112, commentaires du cahier de Beaumesnil dans Lacombe   1985, p. 255-257 et 263[56] et dans François Michel 1993, p. 20-23 ; le cahier a été trouvé à la fin du XVIIIe siècle par Lespine dans les anciennes archives du ministre Bertin, puis acquis avec d'autres documents de l'abbé[57] et intégré au recueil relié dans les années 1820 par de Taillefer[n 21] ; ce cahier est un possible double par Beaumesnil[n 22], ou une copie (par un auteur inconnu, et réalisée à la demande du ministre Bertin[58]), du cahier 1 de la  cote C 80 aux Archives de l’Académie des inscriptions et belles-lettres.

Aux Archives départementales de la Haute-Vienne
- Album dit Atlas des antiquités de la Haute-Vienne contenant les copies de dessins de Beaumesnil, réalisés entre 1821 et 1837 par Charles-Nicolas Allou, recomposé par Maurice Ardant après le don par la veuve d'Allou de l'album à la Société archéologique et historique du Limousin en 1857, 21 pl. in-folio sur 26 sont conservées (Archives départementales de la Haute-Vienne, cote 66 Fi 7[59] ; description dans Leroux 1888, p. 216-217, revu en 2016 par Muriel Souchet, des Archives départementales).
- Antiquités limousines. Cahier de notes et croquis archéologiques attribués à Beaumesnil, prêt de M. Edmond Panet, 1969[60],[n 23] (Archives départementales de la Haute-Vienne, microfilms cote 1 Mi 225, 1 rouleau, 2,50 m, négatif).
- Antiquités de la ville de Limoges, prêt de Mme du Boucheron (Beynac), 1957[62] (Archives départementales de la Haute-Vienne, microfilms cote 1 Mi 79, 4 bandes, 0,90 m, négatif).

Ensembles perdus, dispersés ou égarés (en plus de celui de l'Institut)
- Les quatre cahiers sur Limoges consultés en 1821 par Allou et partiellement reconstitués par Espérandieu.
- Les « mémoires très volumineux » signalés par Prosper Mérimée en 1838, et alors conservés à l'Hôtel-de-Ville de Limoges. Probablement le même ensemble que celui vu par Allou.
- La collection Nivet-Fontaubert, consultée parmi d'autres par Espérandieu et sommairement décrite par Guibert (1900)[61], dispersée au début du XXe siècle et probablement dans des collections privées.
- « Feuille de papier mesurant 340 mm sur 198, […] des croquis que l'auteur de l'Historique monumental a eus sous les yeux, il ne nous reste que ceux qui constituent les planches no I et II, plus partie de la planche III de la série spéciale de Tripon. », chez Nivel-Fontaubert en 1900[63].
- « M. Mariaux possède d'assez volumineux mémoires de notre artiste sur l'archéologie grecque et romaine, les arts, les mœurs, les institutions ; des tables chronologiques, des recherches sur le supplice de la croix chez les divers peuples, des notes sur l'Asie Mineure, une copie du Discours de la religion des anciens Romains, par noble seigneur Guillaume du Choul, plus un certain nombre de feuillets détachés — tout cela orné de dessins quelques-uns fort curieux », chez Paul Mariaux en 1900[64].
- « Lot de notes et de dessins provenant des papiers de Beaumesnil. [...] Donne quelques indications personnelles sur notre archéologue, et où se trouve notamment mentionné le voyage en Egypte dont nous avons déjà parlé », chez Léonce Pichonnier en 1900[61].
- Copies réalisés avant 1837 par Jean-Baptisle Tripon d'après la collection Ruffin (peut-être aux Archives départementales de la Haute-Vienne ou dans le fonds Lenoir du cabinet des Estampes de la BnF).
- Mémoire sur Chassenon, consulté par Jean-Hippolyte Michon avant 1844 — sans description ni localisation.
- Dessins et papiers chez M. de Lagoy et à Aix (signalés par Edmond Le Blant en 1856[65], et d'autres papiers le sont par M. Jullian)[66].

### Études régionales

#### Indre-et-Loire, Vendée, Deux-Sèvres, Vienne, Charente-Maritime, Charente
- Grégory Vouhé, « Pierre de Beauménil. Antiquaire des Lumières », L’Actualité Poitou-Charentes n° 113, été 2016.
- Charles Lelong, « Documents sur la Touraine à l'époque gallo-romaine : les dessins de Beaumesnil (1784) », Bulletin de la Société archéologique de Touraine,‎ 1988, p. 87-89 (lire en ligne)
- Raymond Mauny, « Contribution à l'étude des « Greniers et silos Gastignon » à Amboise (soi-disant greniers de César) », bulletin de la Société archéologique de Touraine, t. XXXIX,‎ 1980, p. 450-452 (ISSN 1153-2521, lire en ligne).
- Émile Espérandieu, Épigraphie romaine du Poitou et de la Saintonge, 1, Melle, 1888, part. p. 328-329 (en ligne).
- Jean-Hippolyte Michon, Statistique monumentale de la Charente, Paris et Angoulême, 1844, part. p. 19 et sq. (en ligne).
- [Millin 1811] Aubin Louis Millin, Voyage dans les départemens du midi de la France, t. 4, 2e partie, Paris, 1811, sur archive.org (lire en ligne), p. 748. (à propos de dessins des tombeaux de Civaux par Duménil)

#### Saône-et-Loire
- Edmond Le Blant, Inscriptions chrétiennes de la Gaule antérieures au VIIIe siècle, 1 [Provinces gallicanes], Paris, 1856, part. p. 25 n. 1 (à propos de l'inscription chrétienne disparue CIL 13, 02799 du « polyandre », le cimetière, de l'Église Saint-Pierre-l'Estrier d'Autun par Beauméni) et sq. (en ligne).A consulté BnF Estampes, 4-VE-884, f° 30 de la collection Albert Lenoir. 
Voir aussi à propos des inscriptions d'Autun (dont celle dite de Pectorius), Charles Cahier et Arthur Martin (1801-1856), Mélanges d'archéologie, d'histoire et de littérature, 4, Paris, 1856, p. 115 n. 1 (en ligne).

#### Haute-Vienne
- Éliane Vergnolle, « L'abbatiale romane : bilan documentaire », dans Saint-Martial de Limoges : ambition politique et production culturelle : Xe – XIIIe siècles : actes du colloque tenu à Poitiers et Limoges du 26 au 28 mai 2005, sous la dir. de Claude Andrault-Schmitt, Limoges, 2006, part. les p. 201-203  (ISBN 9782842874001) (partiellement en ligne).
- Martial Legros (1744-1811), Continuation de l'abrégé des annales du Limousin : années 1770 à 1790 [transcription laissée à l'état brut sans référence bibliographique], Limoges, 1995, p. 327 du manuscrit (origine du manuscrit, sur le site des Archives départementales de la Haute-Vienne et p. 13 de leur instrument de recherche).
- [Guibert 1900] Louis Guibert, « Anciens dessins des monuments de Limoges », Bulletin de la Société archéologique et historique du Limousin, Limoges, t. 49,‎ 1900, p. 4-87 et plusieurs ill. (lire en ligne [sur gallica]).
- [Espérandieu 1891] Émile Espérandieu, Inscriptions de la cité des Lemovices, Paris, 1891, sur archive.org (lire en ligne), p. 233-280. p. 336 : donne une reconstitution partielle du contenu des cahiers tels mentionnés par Allou.
- [Leroux 1890] Alfred Leroux, « Notice sur les archives de M. Nivet-Fontaubert » (« dossier 16 »), Bulletin de la Société archéologique et historique du Limousin, Limoges, vol. 39,‎ 1890, p. 564-566 (lire en ligne [sur gallica]).
- François Arbellot, « L'abbé Vitrac : notice biographique et bibliographique », dans Bulletin de la Société archéologique et historique du Limousin, 36, Limoges, 1888, part. p. 7 à propos de la mort de Beaumesnil (en ligne).
- Paul Ducourtieux, « Limoges d'après ses anciens plans », dans Bulletin de la Société archéologique et historique du Limousin, 31, Limoges, 1883, part. p. 139-140 (avec les commentaires de l'abbé Martial Legros sur Beauménil) et sq. (en ligne) ; rééd. Limoges, 1884 (tiré à part).
- [Guibert 1881] Louis Guibert, « Anciens registres des paroisses de Limoges », Bulletin de la Société archéologique et historique du Limousin, Limoges, t. 29 (première livraison ; t. 7 de la deuxième série),‎ 1881, p. 73-124 (lire en ligne [sur gallica]), p. 96-97 (dont retranscription de l'acte de décès de P. Beaumesnil)
- André Lecler, « Beaumesnil », dans Bulletin de la Société archéologique et historique du Limousin, 19, Limoges, 1869, p. 27-30 (en ligne).
- Prosper Mérimée, Notes d'un voyage en Auvergne, Paris, 1838, p. 100-102 (en ligne).
- Jean-Baptisle Tripon, Historique monumental de l'ancienne province du Limousin, Limoges, 1837, 2 vol. (BFM, cote MAG.P LIM 33272/2 : extrait de 10 planches) ; repr. Marseille, 1977 et Péronnas, 1999  (ISBN 2878023609).
- Charles-Nicolas Allou, Description des monumens des différens ages, observés dans le département de la Haute-Vienne : avec un précis des annales de ce pays, Limoges, 1821, p. xii et sq. (en ligne) ; Maurice Ardant (1793-1867), « Explication des planches formant l'Atlas des antiquités de la Hte-Vienne [= notices des 24 planches] », dans Bulletin de la Société archéologique et historique du Limousin, 7, Limoges, 1857, p. 80-88 (en ligne) ; Alfred Leroux, « La bibliothèque de la Société archéologique et historique du Limousin », dans Bulletin de la Société archéologique et historique du Limousin, 36, Limoges, 1888, part. p. 216-217 avec un état de l'Album et les notices des 21 planches en projet (en ligne) ; les planches n'ont pas été publiées.
- [Martin 1812] Paul Esprit Marie Joseph Martin, « Rapport » (Séance publique du 24 mai 1812), Société d'agriculture, des sciences et des arts du département de la Haute-Vienne, Limoges,‎ 1812, p. 64-66 (lire en ligne [sur gallica]) ; partiellement repris dans Journal de la Haute-Vienne du 13 novembre 1812 et par Tripon 1837, p. 17.
- Jacques Duroux, Essai historique sur la Sénatorerie de Limoges, Limoges, 1811, part. p. 124 (en ligne).

#### Gironde
- Camille Jullian, Inscriptions romaines de Bordeaux, 2, Bordeaux, 1890, p. 254-258 (en ligne).

#### Dordogne
- François Michel, « Le cahier de dessins de Pierre Beaumesnil », dans Mémoire de la Dordogne : revue semestrielle éditée par les Archives départementales de la Dordogne, 2, Périgueux, juin 1993, p. 20-23 (en ligne)  (ISSN 1241-2228).
- Adrien Blanchet, « Le troisième recueil de Beaumesnil sur des antiquités de Périgueux (1784) », dans Journal des savants, Paris, 1932, p. 171-175 (en ligne).
- [Espérandieu 1893] Émile Espérandieu, Musée de Périgueux. Inscriptions antiques, Périgueux, 1893, sur gallica (lire en ligne), p. 113-114. Contient une note de l'abbé de Lespine à propos d'un manuscrit, non vu par Espérandieu, sur les antiquités de Périgueux :
« Dessins et plans, en plusieurs feuilles, des anciens monumens et inscriptions qu'on trouve à Périgueux, accompagnés d'observations et d'explications, par M. de Beaumesnil, correspondant de l'Acad. des Inscr. et B. Lettres [Archives de l’Académie des inscriptions et belles-lettres, cote C 80, cahier 1 et 2 ?] . Ils sont conservés dans le dépôt de l'acad. au Louvre, où M. Dacier, secrétaire perpétuel de l'académie, m'en a donné communication en 1789. M. de Bertin, ministre et secrétaire d'état, en avait fait faire une copie [Archives départementales de la Dordogne, cote 24. Ms 29 ?]. J'en avais déjà vu le croquis chez l'auteur, à Limoges, en 178... (sic) » (Coll. Périgord, t. LXXI, p. 319-320).
- Henry Wlgrin de Taillefer, Antiquités de Vésone, cité gauloise, remplacée par la ville actuelle de Périgueux, ou Description des monumens religieux, civils et militaires de cette antique cité et de son territoire. Précédée d'un essai sur les Gaulois, 1, Périgueux, 1821, p. 280 (en ligne).

#### Corrèze
- Jean-Loup Lemaître, « Une nouvelle inscription latine d'Ussel », dans Bulletin de la Société Nationale des Antiquaires de France, 1994, Paris, 1996, p. 209-218 (en ligne).
- Louis Guibert, « Le Bénédictin dom Col en Limousin (Suite et fin) », dans Bulletin de la Société des lettres, sciences et arts de la Corrèze, 6, Tulle, 1884, part. les p. 414-417 (en ligne).

#### Lot-et-Garonne
- Collectif, Antiquités de la ville d'Agen : le manuscrit de Pierre de Beaumesnil, reproduction et commentaires, comm. par Jean-Luc Moreno, Stéphane Capot, Christine Pellehigue, Jean-Louis Trézéguet et Francis Stephanus, Agen, 2017, 115 p. (Recueil des travaux de l'Académie d'Agen, 3e série, 11)  (ISSN 2550-9004) (présentation).
- Philippe Lauzun, La Société académique d'Agen (1776-1900), Paris, 1900, p. 88-90 à propos de l'achat du manuscrit en 1808 aux « héritiers » [succession du fils de Lépine] et l'emprunt de Saint-Amans (Recueil des travaux de la Société d'agriculture, sciences et arts d'Agen, 2-14) (en ligne).
- [Chaudruc 1818] Jean-César-Marie-Alexandre Chaudruc et Jean-Florimond de Saint-Amans, « Antiquités d'Agen », dans Aubin Louis Millin (dir.), Annales encyclopédiques : bibliothèque illustrée des lettres, des arts et des sciences, t. 4, Paris, éd. Bureau des annales encyclopédiques, 1818, 384 p., sur gallica (lire en ligne), p. 324-325 et n. 2 d'Aubin Louis Millin[n 24]
- Jean-Florimond de Saint-Amans, « Rapport sur un manuscrit intitulé : Antiquités de la ville d'Agen [de Dumesnil], etc. », dans Recueil des travaux de la Société d'agriculture, sciences et arts d'Agen, 2, Agen, 1812, p. 243-272 (en ligne) ; et Adolphe Magen (1818-1893), « Appendice n° 1 », dans Ibid., 8, 1856-1857, p. 148-149 (en ligne).

#### Aveyron
- Jean Boube, « Les Sarcophages Paléochrétiens de Rodez », dans Pallas, 6, 1958, p. 79–111 ou part. p. 83-85 (en ligne).
- Camille Couderc (1860-1933), « Note sur des calques de dessins de Beauméni représentant des sarcophages trouvés à Rodez », dans Mémoires de la Société des lettres, sciences et arts de l'Aveyron, 14, Rodez, 1891, p. 105-112 (voir aussi l'article précédent, extrait du livre de Le Blant) (en ligne).

#### Bouches-du-Rhône
- Léopold-Albert Constans, Arles antique, Paris, 1921, part. p. 362-363 n. 4 et sq. (Bibliothèque des Écoles françaises d'Athènes et de Rome, 119) (en ligne).A consulté BnF Estampes, FOL-VE-880 et BnF Manuscrits, Fr. 6954.

### Études générales
- Françoise Arquié-Bruley, « L'omniscient abbé de Tersan (Charles-Philippe Campion de Tersan, 1737-1819) », dans Bulletin de la Société Nationale des Antiquaires de France, 1998, Paris, 2002, part. p. 129-130 (à propos de Pierre de Beauménil, 1707-1787 !, avec un état sommaire des cotes du département des Manuscrits et du cabinet des Estampes) (en ligne).
- [Chevallier 1999] Raymond Chevallier, « Les antiquités d'Aquitaine vues par les anciens voyageurs (guides et récits) », Bulletin de l'Association Guillaume-Budé, vol. 1,‎ mars 1999, p. 143 (lire en ligne [sur persee]) (à propos de Beaumesnil).
- Pierre Pinon, « Beaumesnil et Grignon, le dessin et la fouille », dans La fascination de l'Antique, 1700-1770. Rome découverte, Rome inventée, [Musée de la civilisation gallo-romaine, Lyon], Paris, 1998.
- Pierre Pinon, « Archéologues des Lumières : Pierre Beaumesnil et Pierre-Clément Grignon », dans 	Caesarodunum : Bulletin de l'Institut d'études latines et du Centre de recherche A. Piganiol [Les archéologues et l’archéologie, Colloque de Bourg-en-Bresse, 1992], 27, Tours, 1993, p. 109-135  (ISSN 0248-8388) ; voir aussi sa communication sur « Les pratiques de l'archéologie et les circonstances des découvertes (XVIIe siècle-milieu du XIXe siècle) [vidéo] », dans La fabrique de l'archéologie en France [colloque à l'Auditorium de la galerie Colbert de l'INHA (Institut National d'Histoire de l'Art) à Paris, les jeudi 14 et vendredi 15 février 2008], Paris, 2008 (en ligne).
- Jean-Marie Pérouse de Montclos, « De nova stella anni 1784 », dans Revue de l'art, 58-59, 1982-1983, p. 80-81.
- Dictionnaire de biographie française, 5, sous la dir. de Michel Prevost et Jean-Charles Roman d'Amat, Paris, 1951, s. v. « Beaumesnil (Pierre) », col. 1131.
- Georges Huard, Etat sommaire de l'acquisition André Lenoir (livres, gravures, dessins, manuscrits, etc., ayant appartenu à Alexandre, Albert, Alfred Lenoir et à Beaumesnil [manuscrit], Paris, 1938, 31 p. (BnF Estampes, Acq. 9453, 30 mars 1938).
- La grande encyclopédie, 5, sous la dir de Marcellin Berthelot, et. al., Paris, 1888, s. v. « Beaumesnil (Pierre) » par Ernest Babelon, p. 1041 (en ligne).
- Edmond Le Blant, Les sarcophages chrétiens de la Gaule, avec des dessins de Beauméni, Paris, 1886, sq. (en ligne).
- [Lenoir 1885] Albert Lenoir, « Un acteur archéologue, Beaumenil », Le Magasin pittoresque, Paris, vol. 53,‎ 1885, p. 356-358 et trois ill. (lire en ligne [sur gallica]).
- [Michaud 1843] Louis-Gabriel Michaud (dir.), « Beaumesnil (Pierre) », dans Biographie universelle ancienne et moderne, vol. 3 : Bamboche-Bérénice, Paris, 1843, 2e éd., 704 p., sur gallica (lire en ligne), p. 407.